# Capela de Santo António (Budens)
A Capela de Santo António é um monumento religioso em Budens, no concelho de Vila do Bispo, na região do Algarve, em Portugal.

## Descrição e história
Situa-se junto à Estrada Nacional 125, na localidade de Budens, e nas imediações da Igreja Matriz.
Consiste num pequeno edifício de traça maneirista, de tipologia de uma ermida de romarias. É rodeado por um adro, com uma escadaria na face ocidental. A fachada principal é de registo e corpo único, com pilares nos cunhais, sendo rematada por uma empena de forma triangular sobre cornija, com uma cruz central e pináculos laterais no topo. O portal, do século XVI, é de arco recto e possui uma moldura em cantaria, mais elaborada na parte superior. O interior está organizado numa só nave, de planta rectangular, e uma capela-mor com cobertura em cúpula, separados por um cruzeiro de planta quadrangular. Na capela-mor, destaca-se o retábulo barroco, cuja riqueza é um testemunho da importância a que chegou o culto de Santo António no território nacional. A capela está situada numa colina a Sul da aldeia de Budens, perto da Estrada Nacional 125. Durante muito tempo foi um importante centro de culto para os habitantes de Budens, sendo normalmente utilizado para os casamentos e baptizados. Ganhava uma grande afluência durante as festas do seu padroeiro, Santo António.
Foi provavelmente construída durante o século XVII, embora o seu portal principal seja atribuído à segunda metade do século XVI. Foi alvo de obras de reconstrução no século XVIII. Entre 1957 e 1958 a Direcção-Geral dos Edifícios e Monumentos Nacionais fez obras de restauro no edifício, e em 1958 foi instalado um altar com talha dourada, originário da Igreja Matriz de Vila do Bispo. Em 1969 o edifício sofreu danos devido a um sismo, tendo ainda nesse ano sido feitos trabalhos de reconstrução e consolidação.
Nas imediações da capela foram encontrados vestígios de sepulturas e de estruturas do período romano, que poderiam ter pertencido a uma antiga villa.

## Leitura recomendada
- Vilas e Aldeias do Algarve Rural 2ª ed. Faro: Globalgarve/Alcance/In Loco/Vicentina. 2003. 171 páginas. ISBN 972-8152-27-2